# Anders Bjerregaard
Anders Bjerregaard (født 9. juli 1974) er tidligere fodboldspiller og tidligere sportschef for Brøndby IF.
Han er far til 2 børn der begge spiller fodbold. Malthe Getreuer Bjerregaard, som er født i 2007 og Thea Getreuer Bjerregaard, som er født i 2009.
Han har spillet for Farum BK og Brøndby IF.
Den 1. juli 2006 blev han ansat som sportschef i Brøndby IF af en enig bestyrelse. Den 9. december 2009 blev det offentliggjort, at Anders Bjerregaard selv havde ønsket at fratræde stillingen, efter der gennem en årrække har været stor modstand mod hans arbejde i klubben fra fans. Ifølge sportspressen var der imidlertid tale om en regulær fyring. Hans far Per Bjerregaard, der er bestyrelsesformand for selskabet bag klubben, og en enig bestyrelse, har altid fejet beskyldningerne om nepotisme af vejen og rost Anders Bjerregaards mange egenskaber.

## Klubber
- 19XX-1999: Brøndby IF
- 1999-2003: Farum BK